# Columbia (Missouri)
Columbia ist eine Stadt im US-Bundesstaat Missouri und Sitz der Countyverwaltung des Boone Countys. Das U.S. Census Bureau hat bei der Volkszählung 2020 eine Einwohnerzahl von 126.254 ermittelt. Die Stadt liegt an der Interstate 70 circa in der Mitte zwischen Kansas City und St. Louis; (199 km östlich von Kansas City, 121 km nordwestlich von Rolla (Missouri), 44 km nordwestlich von Jefferson City, 188 km westlich von St. Louis, und 136 km südwestlich von Quincy). Columbia ist Sitz der University of Missouri (circa 30.000 Studenten).

## Einwohnerentwicklung
| Jahr | Einwohner Volkszählungsergebnisse |
| ---- | --------------------------------- |
| 1980 | 62.061                            |
| 1990 | 69.101                            |
| 2000 | 85.814                            |
| 2010 | 109.040                           |
| 2020 | 126.254                           |

## Söhne und Töchter der Stadt
- William Rainey Marshall (1825–1896), Gouverneur von Minnesota
- Tom Bass (1859–1934), Reiter und Pferdetrainer
- Lloyd E. Jones (1889–1958), Generalmajor der United States Army
- Norbert Wiener (1894–1964), Mathematiker
- Max Schwabe (1905–1983), Politiker
- Charles Proctor (1906–1996), Skisportler
- William Smith (1933–2021), Schauspieler und Bodybuilder
- Thomas A. Brady (1937–2025), Historiker
- Walt Koken (* 1946), Banjo- und Fiddlespieler und Sänger
- Stan Kroenke (* 1947), Unternehmer
- Russ Carnahan (* 1958), Politiker, Mitglied im US-Repräsentantenhaus
- Conrad Goode (* 1962), Schauspieler
- Amy Benedict (* 1964), Schauspielerin
- Lisa Wilcox (* 1964), Schauspielerin
- Rob Benedict (* 1970), Schauspieler
- Scott Murphy (* 1970), US-Kongressabgeordneter
- Jessica Capshaw (* 1976), Schauspielerin
- Carl Edwards (* 1979), NASCAR-Rennfahrer
- Dutch Boyd (* 1980), Pokerspieler
- Carlos Pena (* 1989), Schauspieler, Sänger, Tänzer

## Literarischer Schauplatz
Die Universität der Stadt ist Schauplatz des Romans Stoner von John Williams.

## Städtepartnerschaften
Partnerstädte von Columbia sind
- Suncheon, Südkorea, seit 1991
- Sibiu, Rumänien. seit 1994
- Kutaissi, Georgien, seit 1997
- Hakusan, Japan, seit 2005
- Laoshan, Stadtbezirk von Qingdao, Volksrepublik China, seit 2006